# ハジ・ハンママドフ
ハジ・ハンママドフ（アゼルバイジャン語：Hacı Hacıdadaş oğlu Xanməmmədov, Haji Dadash oglu Khanmammadov, 1918年6月15日 - 2005年4月7日）は、アゼルバイジャンの作曲家。
アゼルバイジャンの民族楽器であるタールやケマンチェのための協奏曲を作ったことで知られる。

## 経歴
ダゲスタン共和国のデルベント出身。10歳からタールを学び始めるが、1932年に大粛清で父と叔父が逮捕されシベリアに流刑になった。中学卒業後、母は彼をバクーの作曲家ウゼイル・ハジベヨフのもとに送った。ハジベヨフは彼の才能を認め、バクー音楽院へ進学させた。彼は素晴らしいタール奏者へ成長していった。
1942年、初めての作品であるGozal pari（美しいニンフ）を作曲。1946年、イラン領アゼルバイジャンにソビエト連邦が建設したアゼルバイジャン人民政府の首都タブリーズに送られ、交響楽団を設立した。しかしソ連軍が撤退すると彼もバクーに戻った。1947年からバクー音楽院で民俗音楽と作曲をハジベヨフとカラ・カラーエフから学んだ。1952年に卒業するが、カラーエフの勧めでタールとオーケストラのための協奏曲を卒業作品として作曲した。
作曲家として、石油労働者を描いたBir dagiga（1分間）とButun arlar yakhshidir（すべての夫はよい夫）の2つのコメディー音楽で成功を収めた。その他150ほどの歌曲も作曲している。
作曲家としての活動に加えて、1944年から1948年までアゼルバイジャン・コメディー音楽劇場の監督を、1952年から1954年までアゼルバイジャン国立民族音楽・舞踊アンサンブルの芸術監督を、1966年から1968年までアゼルバイジャン・フィルハーモニー劇場の音楽監督を務めた。

## 受賞
- 1988年にアゼルバイジャン共和国人民芸術家の称号を授与される。
- 1998年には名誉勲章を受章。